# Massacre du 29 octobre 1941 à Kaunas
Le massacre du 29 octobre 1941 à Kaunas, également connu sous le nom de « Grande action », est le plus grand massacre de Juifs lituaniens de l'histoire du pays, dans le cadre de la Shoah en Lituanie pendant la Seconde Guerre mondiale.

## Déroulement
Par ordre du SS-Standartenführer Karl Jäger et du SS- Rottenführer Helmut Rauca (en)  , le Sonderkommando dirigé par le SS-Obersturmführer Joachim Hamann, et de huit à dix hommes de l'Einsatzkommando 3 assassinent 2 007 hommes, 2 920 femmes et 4 273 enfants juifs le 29 octobre 1941 au Neuvième Fort de Kaunas, en Lituanie occupée.
Non loin de là subsistait le ghetto de Kovno : celui-ci était divisé en deux parties, appelées le « petit » et le « grand » ghetto, séparées par une rue et reliées par un petit pont en bois formant une passerelle. Tous deux étaient surpeuplés et chaque personne y disposait de moins d'un mètre carré d'espace habitable. Les Allemands et les Lituaniens ont détruit le petit ghetto le 4 octobre 1941 et tué 1 875 de ses habitants au Neuvième Fort. 
Le 28 octobre, le SS-Rottenführer Helmut Rauca de la Gestapo de Kaunas procède à une sélection dans le grand ghetto restant. La totalité des habitants sont rassemblés et 9 200 hommes, femmes et enfants juifs, soit environ le tiers de la population du ghetto, sont désignés aléatoirement. Le lendemain, la totalité de ces personnes sont abattues au Neuvième Fort dans d’énormes fosses creusées à l’avance.